# 7,5 cm KwK 42
Il 7,5 cm Kampfwagenkanone 42 L/70, abbreviato in 7,5 KwK 42, era un cannone da carro armato sviluppato e prodotto dalla Rheinmetall-Borsig AG di Unterlüß durante la seconda guerra mondiale. Il cannone equipaggiava il carro medio Sd.Kfz. 171 Panther ed il cacciacarri Sd.Kfz. 162/1 Jagdpanzer IV/70(A)/(V). Quando montato su cacciacarri era designato 7,5 cm Panzerabwehrkanone 42 L/70, abbreviato in 7,5 cm Pak 42.

## Storia
La caratteristica fondamentale di questa arma era la sua elevata velocità iniziale, che consentiva una elevata precisione e buone capacità di penetrazione. Quando nel 1943 entrò in servizio con il Panther, il KwK 42 aveva una capacità di penetrazione superiore a qualsiasi cannone sovietico, statunitense o britannico allora operativo. Sotto questo aspetto surclassava anche il famoso 8,8 cm KwK 36 del Panzer VI Tiger I.

## Tecnica
La canna, lunga 70 calibri, pesava una tonnellata. L'aumentata velocità iniziale e pressione di esercizio del nuovo cannone richiese la progettazione di un nuovo proiettile perforante. Questa nuova munizione PzGr. 39/42, basata sulla 7,5 cm Pzgr.39 con l'aggiunta di corone di forzamento maggiorate. Queste bande aumentavano il peso a 7,2 kg rispetto ai 6,8 kg della Pzgr.39.
Il meccanismo di sparo era elettrico invece che a percussore. L'otturatore a cuneo verticale era semi-automatico: espelleva automaticamente il bossolo sparato e rimaneva in apertura; quando veniva inserito il colpo successivo, l'otturatore andava in chiusura automaticamente. Le munizioni utilizzate erano del tipo a cartoccio proietto ed erano di tre tipo: APCBC-HE, APCR e HE.
| Munizionamento disponibile |                   |                   |                     |             |                            |
| Tipo                       | Modello           | Peso proietto(kg) | Peso munizione (kg) | Caricamento | Velocità alla volata (m/s) |
| APCBC-HE                   | 7,5 cm Pzgr.39/42 | 7,2               | 14,3                | 18 g di RDX | 925                        |
| APCR (tungsteno)           | 7,5 cm Pzgr.40/42 | 4,75              | 11,55               | -           | 1 120                      |
| HE                         | 7,5 cm Sprg.42    | 5,74              | 11,14               | ?           | 700                        |

| Munizionamento disponibile |                   |                                |       |        |        |        |
| Tipo                       | Modello           | Penetrazione a 60° (mm): 100 m | 500 m | 1000 m | 1500 m | 2000 m |
| APCBC-HE                   | 7,5 cm Pzgr.39/42 | 138                            | 124   | 111    | 99     | 89     |
| APCR                       | 7,5 cm Pzgr.40/42 | 194                            | 174   | 149    | 127    | 106    |

## CN 75-50
Dopo la seconda guerra mondiale, una versione derivata dell'arma tedesca rimase in produzione in Francia come 'CN 75-50, con canna accorciata a 61 calibri. Questo cannone fu montato sugli M4 Sherman dell'Armée de terre e sul nuovo AMX-13. La torretta francese armata con il CN fu adottata anche dagli israeliani nel 1954, che le installò sugli scafi dei suoi Sherman: il nuovo mezzo così ottenuto fu ridenominato M50 Super Sherman.